# 鈴々舎馬桜
鈴々舎 馬桜（れいれいしゃ ばおう、1949年10月23日 - ）は、東京都台東区出身の落語家。落語協会所属。本名∶木村 高男。出囃子は『将門』。紋は『折鶴』。

## 来歴
駒込高等学校卒業。
1969年3月に七代目立川談志に入門、前座名談吾。1972年11月より金原亭小駒と共に楽屋入りし前座修行を開始。
1975年5月に六代目古今亭志ん橋、蝶花楼花蝶、林家源平、立川小談志と共に二ツ目昇進、談生と改名。1981年にNHK新人落語コンクール優秀賞を受賞。
1982年12月に初代古今亭志ん五、七代目三遊亭圓好、四代目吉原朝馬、春風亭一朝、三代目三遊亭小金馬、柳家せん八、六代目古今亭志ん橋、立川談生、立川左談次、六代目立川ぜん馬で真打昇進。
1983年、談志の落語協会脱会及び落語立川流の創設に伴い、落語立川流所属となるが、1985年10月に五代目鈴々舎馬風の門下に移籍し、翌年落語協会に復帰。鈴々舎馬桜と改名。

## 人物
主に古典落語が中心で、創作落語演じる。その他にも『圓朝座』という、三遊亭圓朝物の作品を演じる会を主催している。
『花組芝居』の加納幸和や山下禎啓等とコラボレーションし、プロデュースなども行い話題を呼んだ。

## 芸歴
- 1969年3月 - 七代目立川談志に入門、前座名「談吾」。
- 1972年11月 - 前座となる。
- 1975年5月 - 二ツ目昇進、「談生」と改名。
- 1982年12月 - 真打昇進。
- 1983年6月 - 師匠談志に付き従い落語協会を脱会。
- 1985年10月 - 十代目鈴々舎馬風門下へ移籍、「馬桜」と改名。
- 1986年1月 - 落語協会に再加入。

## 初演の会
馬桜と若手噺家二名により、落語協会2階で行われている会。「宿題三題噺」と称して、3人のうち1人が三題噺を披露する。

### 現在のメンバー
- 鈴々舎馬桜
- 林家たま平
- 古今亭雛菊

### 過去のメンバー
- 古今亭菊生
- 林家はな平
- 三遊亭歌実
- 春風一刀

## 受賞歴

### 二ツ目
- 1981年10月 - NHK新人演芸コンクール優秀賞

### 真打
- 1986年 - 昭和61年度芸術祭賞
- 1989年6月 - 国立演芸場若手演芸大賞金賞
- 1990年1月 - 国立演芸場若手演芸大賞大賞
- 1996年 - 平成8年度文化庁芸術祭演芸部門優秀賞

## 演目
- 白子屋政談(髪結新三)
- 貧乏神 - 鳴り物入り音曲噺
- マキシム・ド・呑兵衛 - 三遊亭白鳥作
- ぞろぞろ
- 子ほめ

## 弟子
- 鈴々舎わか馬 - 五代目鈴々舎馬風門下へ移籍

## CD
- 朗読劇『天守物語』（NASA）
泉鏡花原作の作品を、山下禎啓などとの共演で公演。ライブ収録。2枚組。